# Laccornellus
Laccornellus is een geslacht van kevers uit de familie  waterroofkevers (Dytiscidae).
Het geslacht is voor het eerst wetenschappelijk beschreven in 1987 door Roughley & Wolfe.

## Soorten
Het geslacht omvat de volgende soorten:
- Laccornellus copelatoides (Sharp, 1882)
- Laccornellus lugubris (Aubé, 1838)